# Maxial e Monte Redondo
Maxial e Monte Redondo (oficialmente: União das Freguesias de Maxial e Monte Redondo) é uma freguesia portuguesa do município de Torres Vedras, com 38,39 km² de área e 3222 habitantes (censo de 2021). A sua densidade populacional é 83,9 hab./km².

## História
Foi criada aquando da reorganização administrativa de 2012/2013, resultando da agregação das antigas freguesias de Maxial e Monte Redondo:

## Demografia
A população registada nos censos foi:
| Distribuição da População por Grupos Etários | Distribuição da População por Grupos Etários | Distribuição da População por Grupos Etários | Distribuição da População por Grupos Etários | Distribuição da População por Grupos Etários | Distribuição da População por Grupos Etários |
| -------------------------------------------- | -------------------------------------------- | -------------------------------------------- | -------------------------------------------- | -------------------------------------------- | -------------------------------------------- |
| Antes da agregação                           |                                              |                                              |                                              |                                              |                                              |
| Ano                                          | 0-14 anos                                    | 15-24 anos                                   | 25-64 anos                                   | >= 65 anos                                   | Total                                        |
| 2001                                         | 558                                          | 463                                          | 1909                                         | 819                                          | 3749                                         |
| 2011                                         | 502                                          | 324                                          | 1812                                         | 908                                          | 3546                                         |
| Após a agregação                             |                                              |                                              |                                              |                                              |                                              |
| Ano                                          | 0-14 anos                                    | 15-24 anos                                   | 25-64 anos                                   | >= 65 anos                                   | Total                                        |
| 2021                                         | 352                                          | 338                                          | 1578                                         | 954                                          | 3222                                         |